# Hymn Komorów
Udzima wa ya Masiwa (Związek Wielkich Wysp) – hymn państwowy Komorów. Został przyjęty w roku 1978. Słowa napisał Said Hachim Sidi Abderemane, który jest też współautorem muzyki wraz z Kamildine Abdallahem.

## Oficjalne słowa komoryjskie
Beramu isi pepeza
Nadi ukombozi piya
Ye daula ivenuha
Tasiba bu ya i dini voya trangaya hunu Komoriya
Narikeni namahaba
ya huveindza ya masiwa yatru
Wasiwa Komoro damu ndzima
Wasiwa Komoro dini ndzima
Ya masiwa radzali wa ya masiwa yarileya
Mola ne ari sayidiya
Narikeni ha niya riveindze wataniya
Mahaba ya dine na duniya.
Beramu isi pepeza
Rang mwesi sita wa Zuiye
Ye daula ivenuha zisiwa zatru zi pangwi ha
Maore na Nzuani, Mwalina Ngaziya
Narikeni namahaba
ya huveindza ya masiwa

## Oficjalne słowa francuskie
Au faîte le Drapeau flotte
Apelle a là Liberté totale.
La nation apparaît,
Force d'une meme religion au sein des Comores.
Vivons dans l'amour rèciproque dans nos îles.
Les Comoriens issue de même sang,
Nous embrassons la même idéologie réligieuse.
Les îles où nous somme nés !
Les îles qui nous ont prodigués la bonne éducation.
Dieu ya apporté son aide.
Conservons notre unité pour l'amour de la patrie,
Amour pour la réligion
Et pour l'évolution.
Au faîte le Drapeau flotte
Depuis le 6 du mois de juillet
La nation apparaît,
Les îles devenues souveraines;
Maore - N'Dzouani - Mouwali - et N'Gazidja.
Gardons notre amour pour les îles.

## Tłumaczenie (według słów francuskich)
W górze powiewa flaga,
Wzywa do całkowitej wolności.
Naród powstaje,
Siłą wspólnej religii jednoczącej Komory.
Żyjmy we wzajemnej miłości na naszych wsyspach!
Komoryjczycy są jednej krwi,
Wyznajemy jedną ideologię religijną.
Wyspy, na których się urodziliśmy!
Wyspy, które zapewniły nam dobre wychowanie.
Bóg przybył nam z pomocą.
Zachowajmy naszą jedność przez wzgląd na miłość do Ojczyzny,
Miłość do religii
I do rozwoju.
W górze powiewa flaga,
Od szóstego dnia miesiąca lipca.
Naród powstaje,
Wyspy stają się niepodległe;
Majotta - Anjouan - Mohéli - Wielki Komor.
Trwajmy w miłości do tych wysp!